# Грицюк Михайло Якимович
Михайло Якимович Грицюк (нар. 6 жовтня 1929, Пасіка — 10 серпня 1979) — український скульптор. Автор скульптурних портретів композиторів Артемія Веделя, Ігоря Стравинського, Сергія Рахманінова, кінорежисера Сергія Параджанова, вченого-кардіолога Миколи Амосова та багатьох інших.

## Біографія
Народився 6 жовтня 1929 року на хуторі Пасіка (Польща). Невдовзі родина Грицюків з немовлям на руках поїхала за океан. До Південної Америки добиралися довгим шляхом через Балкани та Африку, осіли в Аргентині під Буенос-Айресом, де купили будинок на всі привезені з собою гроші. З часом життя налагодилося, дорослі працювали, діти росли. Батько майбутнього скульптора Яким Грицюк, скоро вже володів невеликою ткацькою фабрикою, міг не тільки прогодувати сім'ю, але і про розширення бізнесу подумати. Дитинство Михайла Грицюка не було безхмарним, як дитинство будь-якого емігранта, але він вчився, пізнавав світ, пристрастився до малювання.
Зустріч з місцевим аргентинським скульптором справила на підлітка сильне враження. Відчувши одного разу, як шматок глини в руках перетворюється на щось небувале, Михайло вирішив, що повинен стати скульптором. А знайомство з творами Степана Ерьзя, скульптора-емігранта з Росії, який жив теж в Аргентині, остаточно визначило життєвий вибір Грицюка.
У 1950-ті роки емігрантів стали наполегливо запрошувати назад у Радянський Союз, де після війни дуже потрібні були руки фахівців, а також їх заощадження. Грицюки приїхали до Києва. Михайло одразу ж вступив до художньої школи, а потім у художній інститут на скульптурне відділення. Проте батьки залишатися в Союзі не захотіли, занадто багато вони не могли прийняти, тож знов поїхали. Михайло ж, проживши майже 25 років в Буенос-Айресі, став киянином. Ставлення до нього тут склалося цілком певне: те, що до нього притягало артистів, художників, музикантів, що перетворювало майстерню у своєрідний вільнодумний клуб, не подобалося владі, і спосіб його життя, і коло спілкування, і походження також. Один з найсвоєрідніших скульпторів України не мав жодної персональної виставки. Єдина, дозволена з нагоди п'ятдесятиріччя, як творчий звіт, стала посмертною — художник кілька місяців не дожив до свого ювілею (10 серпня 1979 року помер від хвороби нирок).

Могила Михайла Грицюка і хрест з пісковику його авторства

Похований у Києві на Лісовому кладовищі. На могилі встановлений хрест — власна робота Михайла Грицюка.

## Творчість
Михайло Грицюк створив проєкт меморіалу для міста Ізюму в пам'ять сотням тисяч загиблих воїнів, що потрапили в оточення, спільно з архітекторами Левіним і Градовим. Але найвищим рішенням проєкт був відкинутий.
Серія скульптурних портретів: Данте, Ведель, Пікассо (нині в Тулузі), Блок, Достоєвський, Стравинський, Параджанов, Амосов, Мравинський, Ростропович та інші.
Співавтор пам'ятника Т. Г. Шевченку в Москві (1964) та військового меморіалу в Мелітополі (1967).